# Reginald Walter Maudslay
Reginald Walter Maudslay (* 1. September 1871 in Paddington, London; † 14. Dezember 1934 in Marylebone, London) war ein britischer Autokonstrukteur und Gründer der Standard Motor Company.

## Leben
Maudslay war der Sohn von Athol Edward Maudslay und dessen Ehefrau Kate. Er besuchte die St David’s School in Moffat, Schottland und das Marlborough College.
1903 gründete er in Coventry die Standard Motor Company. 1914 ging die Firma an die Börse. Er verließ das Unternehmen 1934 und starb wenig später nach kurzer Krankheit. Er war verheiratet und hatte drei Kinder.